# Gneo Cornelio Lentulo (console 146 a.C.)
Gneo Cornelio Lentulo  (fl. II secolo a.C.) è stato un politico romano, console nel 146 a.C..

## Biografia
Fu eletto console nel 146 a.C. con Lucio Mummio Acaico, ma mentre questi fu impegnato in Grecia nella guerra acaia, Lentulo rimase a Roma .